# João Gonçalves Pereira Lima
João Gonçalves Pereira Lima (Pernambuco, 1864 — Rio de Janeiro, 7 de janeiro de 1937), foi um político brasileiro.
Foi ministro da Agricultura no Governo Venceslau Brás, de 26 de novembro de 1917 a 15 de novembro de 1918, continuando no cargo como ministro interino no governo Delfim Moreira, até 12 de dezembro de 1918.